# Zall Herr
Zall Herr là một đô thị trong quận Tirana thuộc hạt Tirana, Albania. Dân số năm 2005 là 7420 người.